# Felicidad (álbum de Al Bano & Romina Power)
Felicidad es un álbum editado en 1982 y es la versión en español del álbum Felicità bajo el sello discográfico de Baby Records. En Alemania, Italia y Hungría recibió el nombre de "Aria Pura" y en la Unión Soviética: "Al Bano E Romina Power".

## Canciones
Cara A
1. "Felicidad"
2. "Nuestra Primera Noche"
3. "Canto De Libertad"
4. "Il Ballo Del Qua Qua"
5. "Arrivederci En Bahia"

Cara B
1. "Aire Puro"
2. "Oye Jesús"
3. "Vivirlo Otra Vez"
4. "Ángeles"